# 矢口結生
矢口結生（やぐち ゆうい、2002年9月24日 - ）は、日本のミュージシャン。インディーズバンド・ペルシカリアのメンバー。埼玉県出身

## 略歴
2020年3月19日 since君がいなくなった日。ペルシカリア (バンド)を結成。
2020年「ショートカット feat. 矢口結生」を発表。バンド yutori に楽曲提供をした。

## 楽曲提供
- yutori「ショートカット」（2020年）[2]　　ペルシカリアの楽曲「さよならロングヘアー」のアンサーソングとしてかかれた。